# Gumaga nigricula
Gumaga nigricula är en nattsländeart som först beskrevs av Mclachlan 1871.  Gumaga nigricula ingår i släktet Gumaga och familjen krumrörsnattsländor. Inga underarter finns listade i Catalogue of Life.